# Котовский (фильм)
«Котовский» — советский художественный фильм 1942 года.

## Сюжет
Биографический фильм о легендарном участнике Гражданской войны, красном комбриге Григории Ивановиче Котовском. Он шесть раз бежал из тюрьмы, был приговорен к смертной казни и вновь бежал. Его знаменитая конная бригада сражалась под Киевом и Белой Церковью, у Николаева и Одессы и не знала поражений.

## В ролях
- Николай Мордвинов — Котовский
- Василий Ванин — Харитонов
- Николай Крючков — Кабанюк / Загари
- Вера Марецкая — Ольга, доктор / певица в ресторане
- Михаил Астангов — князь Каракозен / его сын
- Константин Сорокин — ординарец

Не указаны в титрах:
- Владимир Уральский — лакей Каракозена
- Николай Черкасов — Порфирий Иванович Попеску
- Александра Денисова — жена Попеску
- Борис Андреев — студент, раздающий долговые расписки
- Елизавета Кузюрина — жена Френзовеску / девица в ресторане
- Георгий Георгиу — Крошка / певец в ресторане
- Григорий Шпигель — Пупсик
- Александр Румнев — офицер / певец в ресторане
- Оскар Строк — пианист
- Борис Бибиков — господин в театре / судебный заседатель
- Александра Данилова — певица в театре
- Николай Хрящиков — эпизод
- Евгений Григорьев — селянин
- Михаил Высоцкий — пристав

## Музыкальное сопровождение
- Куплеты «Одесситка»[1]

 Одесситка — вот она какая,

 Одесситка — пылкая, живая!

 Одесситка пляшет и поёт,

 Поцелуи раздаёт

 Тем, кто весело живёт!

 Добродетель пусть хранят дурнушки

 Я шикарна с пяток до макушки!

 Я Одессой-мамой рождена,

 Ничему я не верна,

 Кроме денег и вина!

 Одесситка — вот она какая,

 Одесситка — пылкая, живая!

 Одесситка — пьёт она вино

 Добродетель, всё равно,

 потеряла уж давно!
Музыка к куплетам была написана композитором Оскаром Строком, который, собственно, её и исполняет, играя в фильме аккомпаниатора в ресторане. Автор текста куплетов «Одесситка» — Л. М. Зингерталь.
- Песня «Мама, что мы будем делать» («Ах, мама, мама, что мы будем делать, / Когда настанут зимни холода? / У тебя нет тёплого платочка, / У меня нет зимнего пальта!») является отдельным произведением, но в фильме исполняется мужским квартетом в качестве припева к куплетам «Одесситка». Впервые она была исполнена в 1919 году в киевском театре-кабаре «Кривой Джимми» «салонным хором», в котором солировал Фёдор Курихин[6]. Особую популярность песня получила благодаря Леониду Утёсову, создавшему «комический хор»: её пели артисты, изображавшие нищих[7].

- В фильме «Кин-дза-дза!» песню «Мама, что мы будем делать» из фильма «Котовский», изменив в ней вторую строчку на «Мама, мама, как мы будем жить», неоднократно исполняют попавшие на Плюк земляне. В этом фильме песня исполняется под мелодию «Колыбельной» французского композитора Исидора Филиппа[8].

- Среди других песен, прозвучавших в фильме, — «Безноженька» (слова и музыка А. Н. Вертинского).

## Интересные факты
- Вальс, звучащий в одной из первых сцен фильма, впоследствии «перекочевал» во второй акт балета «Золушка» (соч. 87, 1940—1944) и получил известность как «Вальс-кода».